# Frank L. Houx
Frank Lee Houx, född 12 december 1854 i Lafayette County, Missouri, död 3 april 1941 i Cody, Wyoming, var en amerikansk politiker (demokrat). Han var guvernör i delstaten Wyoming 1917–1919.
Houx var borgmästare i Cody 1901 och 1905–1909. År 1910 valdes han till delstatens statssekreterare. I den egenskapen tillträdde han 1917 som guvernör i samband med att John B. Kendrick avgick. Houx var demokraternas kandidat i guvernörsvalet 1918. Republikanen Robert D. Carey vann valet och efterträdde 1919 Houx i ämbetet.